# James Short
James Short, FRS, škotski matematik, optik in astronom, * 10. junij 1710, Edinburgh, Škotska, † 15. junij 1768, London, Anglija.

## Življenje in delo
Short je bil sin mizarja Williama Shorta in je že zelo zgodaj postal sirota. Najprej se je šolal za duhovnika. Leta 1726 je začel študirati na Univerzi v Edinburghu. Tu je nanj postal pozoren profesor matematike Maclaurin. Okoli leta 1732 mu je Maclaurin dovolil uporabljati univerzitetne prostore za preskuse pri gradnji daljnogledov. Leta 1735 je Short diplomiral na ugledni Univerzi v St Andrewsu.
Prvi Shortov daljnogled je imel zrcala iz stekla, kakor je predlagal Gregory. Kasneje je uporabljal le kovinska zrcala in uspel izdelalti zrcala z resnično paraboloidnimi in elipsoidnimi oblikami. Pri izdelavi daljnogledov se je Short izredno izpopolnil. Najprej je izdeloval daljnoglede v Edinburghu, kasneje pa od leta 1738 v Londonu. Marca 1737 so ga izbrali za člana Kraljeve družbe.
Skoraj vsi Shortovi daljnogledi so bili Gregoryjevega tipa in nekateri izmed njih so še danes zgled za visoko stopnjo zglajenosti. Izdelal je tudi nekaj zrcalnih daljnogledov Newtonovega tipa. Izdelal je vsega približno 1370 inštrumentov, od katerih se jih je 110 izgubilo. Leta 1736 ga je kraljica Karolina prosila za poučevanje matematike svojega drugega sina Williama.
Short je leta 1761 sodeloval v britanski odpravi pri opazovanju navideznega prehoda Venere. Iz opazovanj je izračunal astronomsko enoto. Tudi v naslednji odpravi leta 1769 so njegove inštrumente vkrcali na Cookovo ladjo Endeavour, sam pa ni doživel opazovanja. Ob svoji smrti je bil zelo premožen.

## Priznanja

### Poimenovanja
Po njem se imenuje krater Short na Luni.